# Danze polovesiane

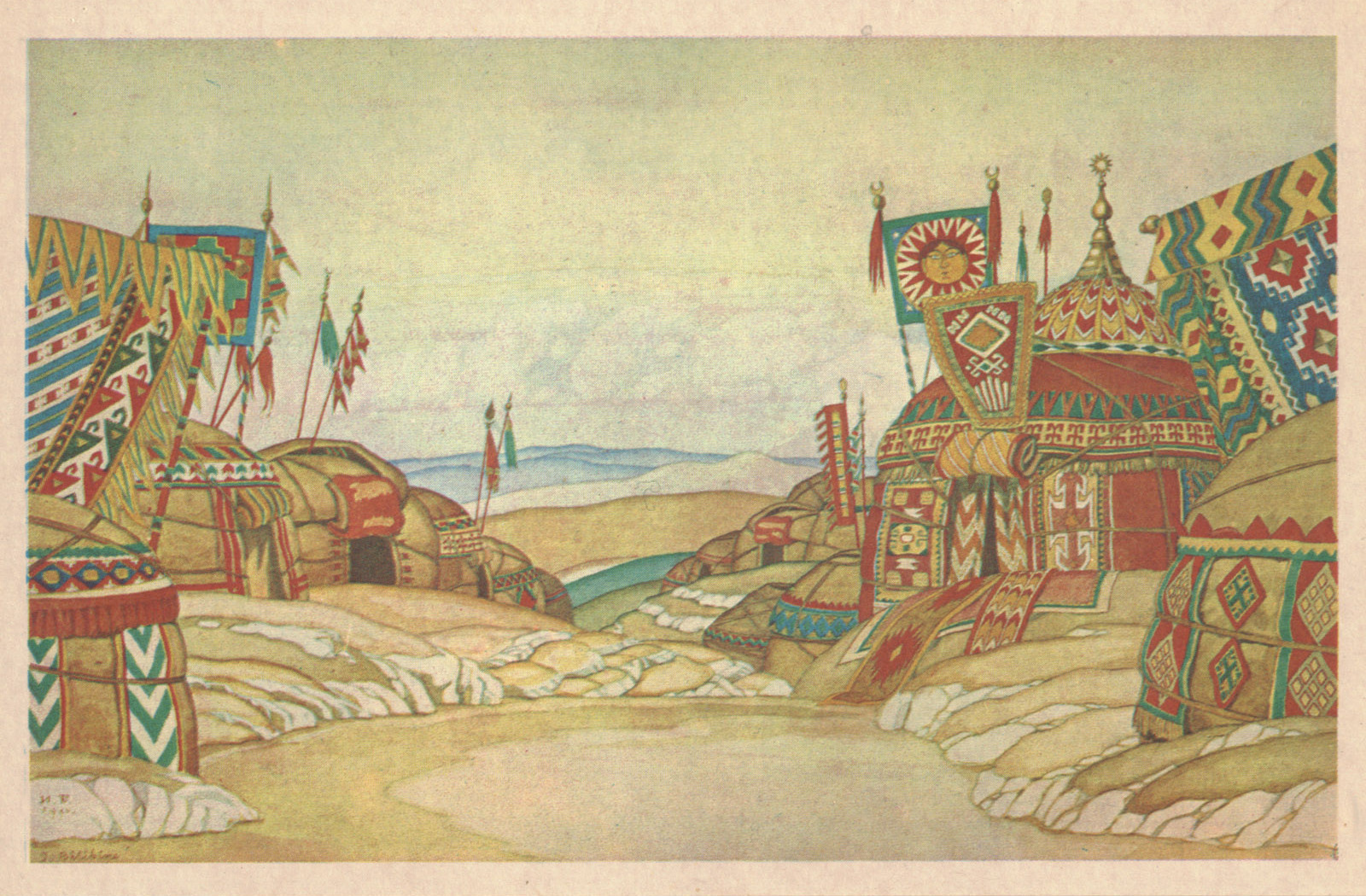
Bozzetto per la scenografia de Il principe Igor' di Bilibin

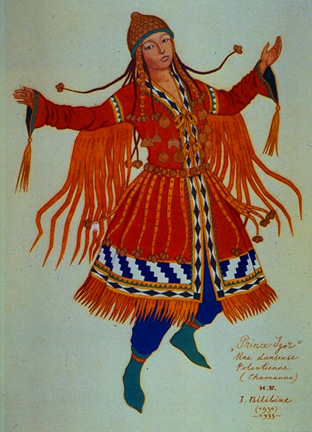
Costume di una giovane polovesiana

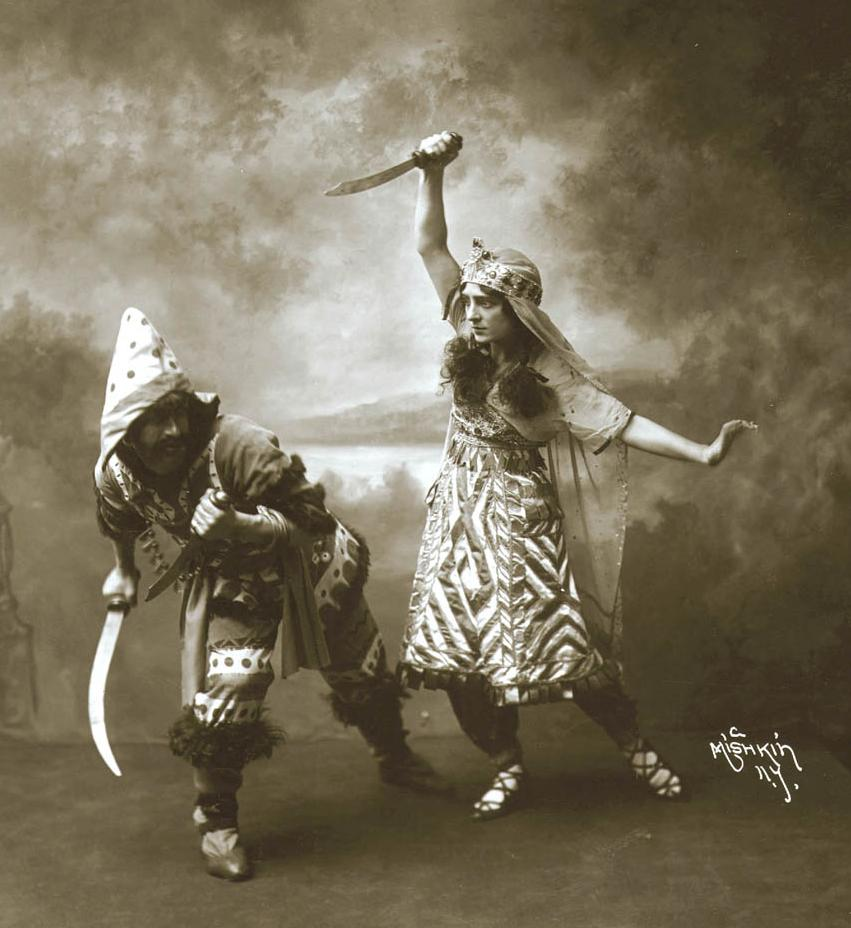
Rosina Galli e Giuseppe Bonfiglio - Danze polovesiane - 1915

Le danze polovesiane sono un gruppo di quattro danze, accompagnate da un coro, eseguite durante il secondo atto dell'opera lirica Il principe Igor', composta da Aleksandr Borodin; il lavoro, iniziato nel 1869, rimase incompiuto alla morte del musicista nel 1887. Le danze prendono il nome da una popolazione dell'antica Rus', i Polovesi, più noti come Cumani. 
Le danze polovesiane da parecchi anni hanno un ruolo autonomo in ambito concertistico nella versione orchestrata da Nikolaj Rimskij-Korsakov. Alcuni episodi prevedono la presenza del coro che spesso è omesso nelle esecuzioni in concerto, in tal caso gli strumenti sostituiscono le voci.

## Struttura e analisi
1. Introduzione. Andantino (La maggiore)
2. Prima danza (danza delle ragazze). Andantino (La maggiore)
3. Seconda danza (danza selvaggia degli uomini). Allegro vivo (Fa maggiore)
4. Terza danza (danza generale). Allegro (Re maggiore)
5. Quarta danza (danza dei ragazzi e seconda danza degli uomini). Presto (Re minore)
6. Ripresa della prima danza (danza delle ragazze insieme a una danza veloce dei ragazzi). Moderato alla breve
7. Ripresa della quarta danza (danza dei ragazzi e seconda danza degli uomini). Presto (Re minore)
8. Ripresa della seconda danza (danza selvaggia degli uomini). Allegro con spirito (La maggiore)
9. Coda. Più animato

Le Danze nell'opera fanno parte del secondo atto; sono eseguite per intrattenere il Principe Igor e suo figlio Ivan, tenuti prigionieri, su ordine del Khan Končak, capo dei Polovesi.

Dopo una breve introduzione la Prima danza delle ragazze è un "Andantino", brano cantabile, diventato poi molto celebre; la melodia dolce e aggraziata viene introdotta dai soprani accompagnati dall'oboe e dall'arpa. Segue la Seconda danza, degli uomini, un "Allegro vivo" trascinante nella sua foga veloce. Dopo un breve crescendo, sottolineato dai timpani e dalla grancassa, la musica si affievolisce fino a un "pianissimo" che fa da netto contrasto al subitaneo insieme di tutta l'orchestra nell'"Allegro" della Terza danza generale dai toni euforici e barbarici. Il "Presto" della danza dei ragazzi è ritmicamente caratterizzato dal suono dei violini unitamente al tamburo; il brano, veloce e coinvolgente, è suonato da tutta l'orchestra. Vengono poi riproposte rapidamente le melodie delle danze prima, quarta e seconda, con variazioni di nuovi timbri e colori orchestrali. Dopo la ripresa della Danza selvaggia degli uomini la partitura, con una musica trascinante, giunge alla Coda finale. 
   (Prima danza, Andantino)

## Organico orchestrale
Ottavino, due flauti, due oboi, corno inglese, due clarinetti, due fagotti, quattro corni, due trombe, tre tromboni, basso tuba, timpani, glockenspiel, triangolo, tamburo, tamburo piccolo, grancassa, arpa, archi.

## Realizzazioni coreografiche
Alla prima rappresentazione dell'opera Il principe Igor' presso il Teatro Marinskij del 4 novembre 1890, la parte danzata venne coreografata da Lev Ivanovič Ivanov. Quando nel 1909 Djagilev decise di rappresentare le Danze polovesiane come balletto autonomo con la sua compagnia, peraltro appena fondata, incaricò Michel Fokine di revisionare la coreografia. La sua versione ebbe la prima rappresentazione il 19 maggio 1909 al Théâtre du Châtelet di Parigi con i Balletti russi; le scene furono realizzate da Nikolaj Konstantinovič Rerich, gli interpreti principali furono Sof'ja Vasil'evna Fëdorova, Yelena Smirnova e Adolph Bolm.

Nonostante in seguito si siano susseguite diverse versioni coreografiche delle Danze polovesiane, quella di Fokine è rimasta quella più accreditata ed è diventata un classico nel repertorio del balletto; è stata più volte riproposta in diversi teatri fra cui l'Opéra di Parigi e la Royal Opera House.